# Batalla de Palluau

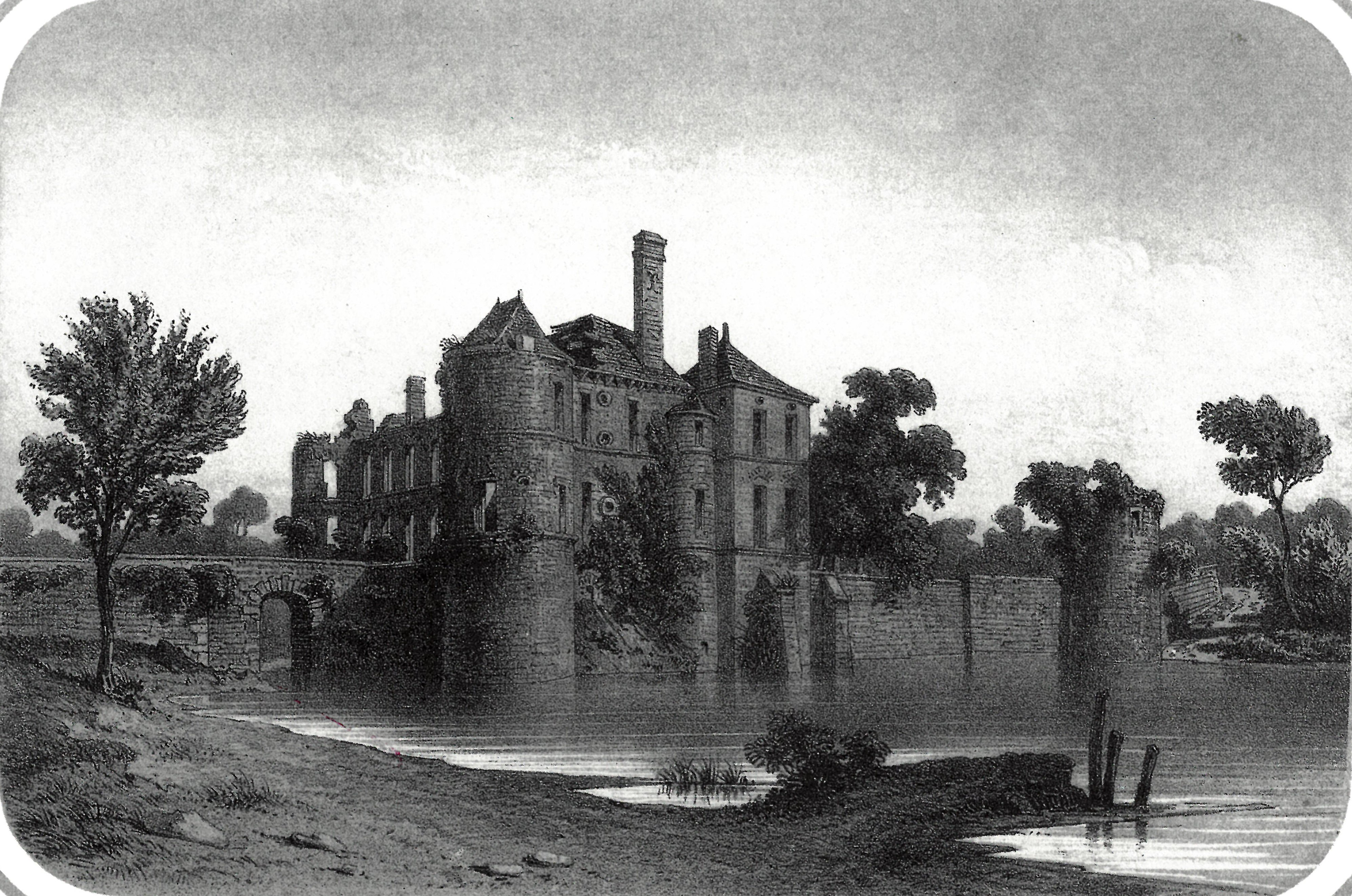
El castell de Palluau

La Batalla de Palluau té lloc el 15 de maig de 1793 durant la revolta de La Vendée. Acabà amb la victòria dels republicans que van repel·lir un atac dels vendeans contra el poble de Palluau.

## Presa de Legé
El 5 de maig de 1793, la ciutat de Legé fou presa per quatre columnes republicanes: la de Beysser, part de Machecoul, la de Boulard, part de Palluau, la de Baudry d'Asson, part de Challans, i la de Laborie, part de Saint-Colombin. Els republicans no van aconseguir gairebé cap resistència i després van tornar a caure en els seus acantonaments inicials, deixant a Legé només una petita guarnició de 320 homes sota el comandament del líder de brigades Prat. Però el 7 de maig, la columna de Laborie, de tornada a Saint-Colombin, va ser aixafada per Charette en un atac sorpresa. Creient que Legé ara no es defensa prou, el general Canclaux ordena la seva evacuació. El 9 de maig té lloc al final del dia: la columna Prat es retira a Machecoul a través de Palluau, Saint-Christophe-du-Ligneron i Challans. La guarnició va ser atacada a prop de la ciutat per insurgents emboscats, però un destacament enviat per Boulard els va fer retirar-se. Aquella mateixa nit, Charette va poder tornar a Legé, on va establir la seva seu social.
La situació de Boulard es complica aleshores: s'informa de reunions d'insurgents a Poiré-sur-Vie, Clouzeaux i La Roche-sur-Yon, amenaçant els llocs de La Mothe-Achard, Aizenay i La Chapelle- Palluau, situat a la seva part posterior. El 15 de maig, els vendeans van marxar a la ciutat de Palluau1, ocupada des de l'1 de maig per les forces del general Boulard.

## Forces implicades
En pocs dies, les forces insurgents de Bas-Poitou i Pays de Retz es van reunir per a l'atac a Palluau. Les victòries de Charette a Legé i Saint-Colombin van augmentar ràpidament el nombre dels seus combatents. Els insurgents de Loroux, ben armats i experimentats, es van unir al seu exèrcit. Les tropes de Joly, Vrignault i Savin també van participar en l'operació. Segons l'historiador Émile Gabory, els vendeans tenen entre 7.000 i 8.000 forts amb un canó. A les seves memòries, Lucas de La Championnière escriu que tenen dues peces. En Savary esmenta de 10.000 a 12.000 vendeans, inclosos 80 homes de cavalleria, amb un canó de 4 lliures i un petit Pedrer, segons ell, pres d'un insurgent fet presoner.
Al costat republicà, el general Boulard compta amb un miler d'homes segons Gabory. El 4 de maig, el general Canclaux va escriure que la columna de Boulard comptava llavors entre 1.200 i 1.300 homes amb quatre canons, Al voltant del dia 7, a petició de Beysser, Boulard va separar 120 homes de la seva tropa per reforçar el del cap de brigada Prat, després a Legé.

## Procés
L'atac de les Vendeans a tres columnes: Charette i Vrignault arriben al nord de Palluau, per la carretera de Legé; Savin ataca a l'oest per la carretera cap a Challans i Joly a l'est, des de la carretera de Poiré-sur-Vie, Boulard posa les seves forces en batalla contra les tres columnes. La lluita comença a les onze del matí.
Al nord, poc abans de l'inici de les hostilitats, un oficial Vendeà a cavall avança davant de les línies enemigues i, imitant el gest de la batalla de Fontenoy, saluda i insta els republicans a acomiadar els primers. Aquests últims li retornen la salutació però no disparen. Els Vendeans de l'exèrcit de Charette i Vrignault van obrir foc amb els seus canons, però aquests no van fer mal i van provocar riures i burles als republicans. Aquest últims va respondre amb més eficàcia, i alguns dels vendeans van córrer a refugiar-se a les cases dels voltants. El mateix Charette va haver de portar els seus homes a la batalla a cops del sabre pla, mentre una bala de canó colpejava el terra als seus peus i el cobria de terra. Liderats pels combatents de Loroux, que van destacar aquell dia per la seva valentia, els vendeans van avançar i van participar en un llarg tiroteig amb els republicans, que es van constituir amb escaramusses.
Per la seva banda, Joly va enviar 900 homes al sud de la ciutat per tallar el pont de Chapelle-Palluau. La resta de les seves forces ataquen a l'est a la carretera de Poiré. L'artilleria republicana es col·loca sobre un atrinxerament que li permet disparar al seu torn sobre la columna de Charette i la columna de Joly. Al cap de tres hores, l'exèrcit de Joly es va desfer i es va dissoldre1.
A l'oest, Savin arriba més tard al camp de batalla, però les lluites esclaten per error entre els seus homes i els de Charette. A continuació, es produeix una gran confusió: els cavallers de Charette fan un pas enrere i llancen el desordre entre els homes a peu, mentre Charette dona l'ordre de retirar els seus dos canons, cosa que completa la desmoralització dels seus homes. Encara sota el foc d'artilleria republicana, els vendeans van fugir i la derrota es va convertir en general. A Charette li costa fer reunir els seus homes de cavalleria a la Chambodière, i després cau a Legé. La cavalleria republicana va seguir els fugitius fins al molí de Chambodière, per després tornar a Palluau a les set del vespre.

## Pèrdues
Segons Pierre-Suzanne Lucas de La Championnière, la meitat dels homes de Charette van desertar la nit després de la batalla, els altres van tornar al camp de batalla l'endemà sense trobar-hi els republicans, però van descobrir entre set i vuit cossos a la carretera principal, alguns dels quals tenien les llengües arrancades. Segons Le Bouvier-Desmortiers, els Vendeans van perdre 100 homes, assassinats o ferits. Per Émile Gabory, les seves pèrdues van ser de 150 morts o presoners contra uns quants homes entre els patriotes. Les pèrdues republicanes foren dos morts i 22 ferits.

## Conseqüències
El general Boulard, però, no va poder aprofitar la seva victòria, perquè bona part del batalló de perseguidors del Midi van abandonar el lloc de La Mothe-Achard, situat a la Route des Sables, fent-lo vulnerable a un atac de les forces de Joly. El 16 de maig, Boulard va rebre una carta de l'administració de Les Sables que el felicitava per la seva victòria, però li aconsellava que es replegués. Després va abandonar Palluau el 17 de maig i es va retirar a La Mothe-Achard. Tenia al seu darrere el pont de Chapelle-Palluau, que havia restaurat el dia anterior. El coronel Baudry d'Asson va abandonar Challans i Saint-Gilles-sur-Vie el 29 de maig i va caure de nou a Vairé i Olonne-sur-Mer. Sense haver estat derrotat, la divisió republicana de Les Sables va tornar així al seu punt de partida.